# Яшнабад (станція метро)
41°17′52″ пн. ш. 69°20′59″ сх. д. / 41.29778° пн. ш. 69.34972° сх. д.
Охонгарон (узб. Ohongaron) — станція першої черги Кільцевої лінії Ташкентського метрополітену. Розташована між станціями «Дустлік-2» і «Тузель». Отримала свою назву за однойменним шосе, на якому вона розташована.

## Історія
Будівництво станції розпочато 1 жовтня 2017 у складі першої черги Кільцевої лінії (Дустлік-2 — Куйлюк). Розташовано в Яшнабадському районі на Охонгаронському шосе.
Роботи з будівництва станції було завершено 3 лютого 2020. Станцію введено в експлуатацію 30 серпня 2020.

## Конструкція
Естакадна станція крита з однією прямою острівною платформою.

## Пересадки
- Автобуси:18, 23, 30, 44, 49, 95, 110, 119, 129, 152